# 代理商
代理商（だいりしょう）は商人のためにその平常の営業（事業）の部類に属する取引の代理又は媒介をする者で、その商人の使用人でないものをいう（商法第27条（旧商法第46条）、会社法第16条）。
代理商は企業補助者ではあるが商業使用人のように企業に従属的な立場になく独立的な立場にあることから仲立人や取次商（問屋・準問屋・運送取扱人）とともに補助商に分類されるが、代理商は特定の商人の営業活動を補助する点で仲立人や取次商とは異なる。
代理商のうち、代理を業とする者を締約代理商、媒介を業とする者を媒介代理商とよぶ。

## 代理商の法律関係

### 対内的関係
- 通知義務（商法第27条・会社法第16条）
- 競業避止義務（商法第28条・会社法第17条）

代理商は、その商人の営業と同種の事業を行う会社の取締役、執行役又は業務を執行する社員となるときは、商人の許可を受けなければならない（商法第28条）。
- 留置権（商法第31条・会社法第20条）
- 代理商契約の解除権

商人及び代理商は、契約の期間を定めなかったときは、2箇月前までに予告し、その契約を解除することができ、やむを得ない事由があるときは、いつでも解除できる（商法第30条・会社法第19条）。
- 善管注意義務など民法の委任契約上の義務

### 対外的関係
締約代理商には代理権が認められる。

## 商業活動

### 中間業者
「代理商」も「卸売商」も中間業者である。また中間業者の中でもこれらに似たものとして「中立人」や「中立業」「ブローカー」がある。
代理商も卸売商も販売者と購買者の間にあって売買取引の仲介を行う点では共通するが、卸売商が取引の途中で商品の所有権を有するのに対して、代理商は商品の所有権を有しない。代理商に所有権が移転しないため、売買取引におけるリスクと責任は卸売商に比べると限定的となる。
日本における代理商とブローカーは、依頼主との信頼関係の強さや協業期間の長さの違いなどから分類されることがあり、代理商の方が依頼主と継続的／専属的に関係を維持する場合が多く、ブローカーは多くが依頼主と単発の契約を結ぶため、フリーランスとみなされる傾向がある。ブローカーは中立人や中立業と呼ばれることが多い。
米国ではブローカーは各種存在する代理商の一形態だとみなされている。
以下に米国での代理商の分類例を示すが、実際にはより専門分野別に細かな分類が存在する。
- 手数料代理商 (commission agents)
- ブローカー (broker)
- 購買代理商 (purchase agents)
- 販売代理商 (selling agents)
- 製造業者代理商 (manufacturere's agents, manufacturere's representative)
- 輸出入代理商 (export-import agents)
- 競り業者 (auction company)

## サービス
一般的に代理商は、取引相手の探索、情報伝達、交渉、成約の促進などのサービスを依頼主に対して提供することで取引を媒介、または代行する。このような基本的名サービスに加えて、プロモーションや製品計画や流通計画の支援、商品の一時保管、配送、金銭的な支援まで行う代理商もある。いずれもサービスの対価として手数料を受け取る。一般的には成約額の一定割合を手数料とするが、事前に一定額を定めておいて成約後に受け取る方法もある。
代理商は、生産者が独力では良い販売先を探し出せない場合や、購買者が独力では良い生産者を探し出せない場合に活用される。